# Estribo (ingeniería)

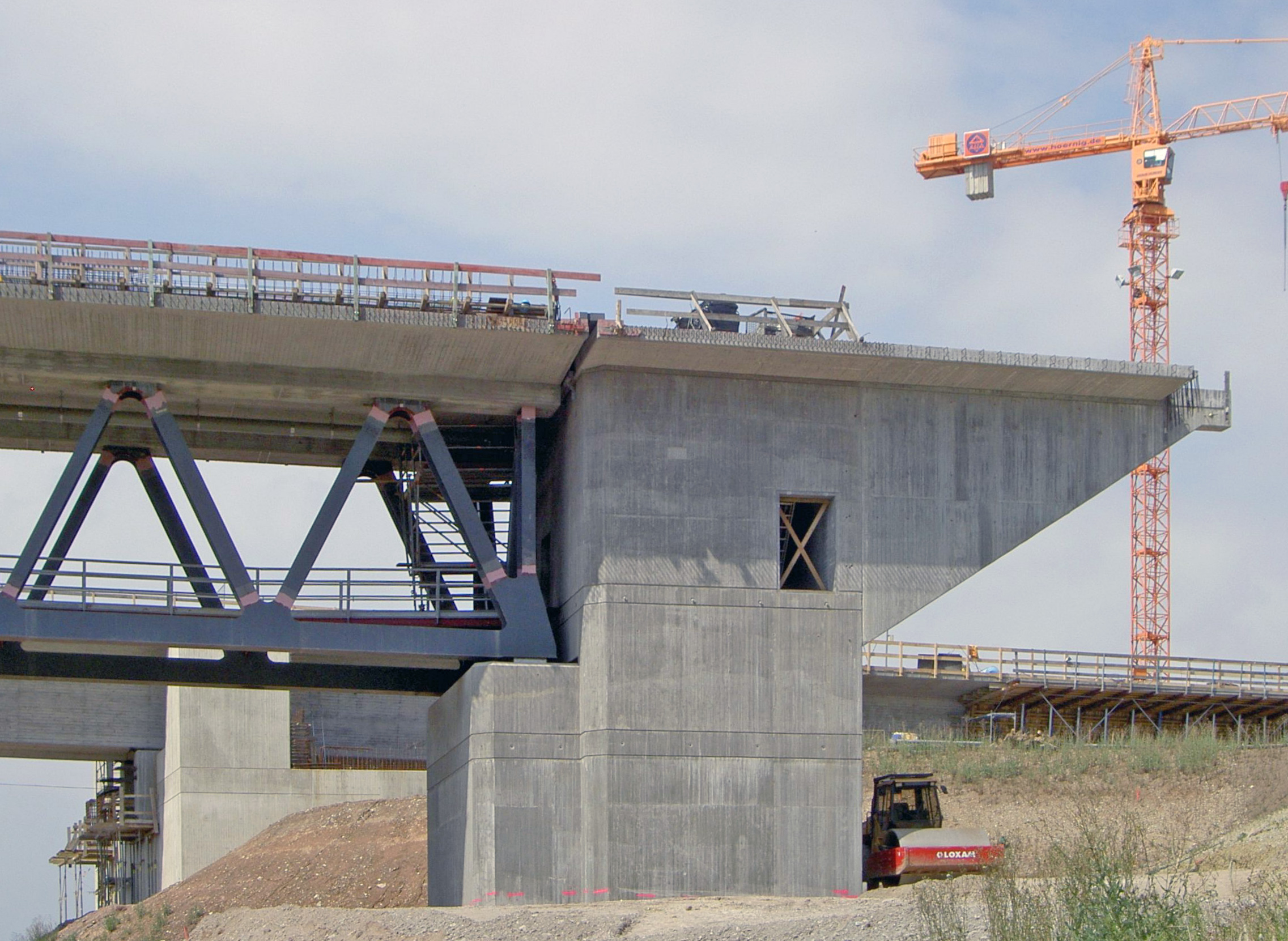
Estribos de un puente en construcción.

Un estribo constituye una de las partes de un puente, que junto con las pilas, está destinada a soportar las cargas del tablero.
Sus objetivos son los siguientes:
- Transmitir el peso a los cimientos.
- Mantener la disposición de la tierra.
- Unir la estructura a las vías de acceso.
- Servir de apoyo a un arco dentro de una estructura.